# Ángela Crocco
Ángela Crocco, también llamada por su apellido de casada como Ángela Crocco de Vexina (7 de diciembre de 1921 - 1970), fue una destacada basquetbolista argentina de mediados del siglo xx.

## Carrera
Ángela nació el 7 de diciembre de 1921, y aprendió a jugar al básquet en la década de 1930 en el Club Social y Deportivo Colón de Caseros. Allí conoció a su entrenador Aníbal Vexina, con quien luego se casaría.
Su carrera comenzó en 1939. En 1948 fue la capitana de la Selección femenina de básquetbol de Argentina que obtuvo un título Sudamericano. Por este hecho fue recibida, junto con todo el equipo por el presidente de la República Juan Domingo Perón. Poco después, en 1950 obtuvieron el subcampeonato. Al año siguiente fue la capitana de Capital Federal en el primer torneo argentino femenino de la historia, el cual ganó su equipo. Luego también sería la capitana de la selección nacional que jugaría el primer mundial femenino de la historia en 1953 en Chile, donde obtuvieron el 6º puesto. En es el mundial anotó 14 puntos en los cinco partidos que jugó. Siguió activa hasta el año 1960, a lo largo de su carrera paso por los equipos Colón y Justo José de Urquiza de Caseros, Sarmiento de Santos Lugares y Racing Club de Villa del Parque.
Tuvo dos hijos; Omar, nacido en 1945; y Alicia, en 1958. Falleció de un cáncer en 1970 a los 48 años.

## Homenajes
En honor a su natalicio se ha definido poner como “Día de la Capitana Argentina” en Básquet al 7 de diciembre; aunque según afirman en su familia nació dos días antes, pero fue anotada en dicho día por cuestiones prácticas para anotarla. 